# Ebu Gogo
 (novembre 2014).
Si vous disposez d'ouvrages ou d'articles de référence ou si vous connaissez des sites web de qualité traitant du thème abordé ici, merci de compléter l'article en donnant les références utiles à sa vérifiabilité et en les liant à la section « Notes et références ».
Ebu Gogo (la grand-mère qui mange tout) est le nom que des indigènes de l'île de Florès donnent à une créature humanoïde de petite taille qui marche dressée sur ses jambes (contrairement aux singes), et a un appétit féroce. Des histoires parlent de petits êtres de 1 mètre de haut, avec de longs cheveux, un ventre rond, des oreilles décollées, à la démarche maladroite, capables de grimper aux arbres à la vitesse de l’éclair, qui se murmuraient des choses et étaient capables de répéter les mots à la manière des perroquets.
Le dernier aurait été vu un peu avant la colonisation néerlandaise, au XIXe siècle. La tradition rapporte que les Ebu Gogo furent exterminés dans la grotte de Lia Ula par les chasseurs de la tribu Ua.

## Homo floresiensis
L'existence de cet être a longtemps été considérée comme purement légendaire, mais la découverte en 2003 dans une grotte de l'île de Florès des restes d'un hominidé de petite taille datant de seulement 13 000 ans (Homme de Florès) a rouvert le dossier en suggérant qu'il pourrait s'agir d'une espèce véritable récemment disparue ou vivant peut-être encore dans les forêts d'une des îles indonésiennes[Information douteuse]. En 2016, de nouvelles études ont néanmoins affiné la fourchette de datation des fossiles d'Homo floresiensis (en 2016 entre 100 000 et 60 000 ans avant le présent).